# جان مارتن
جان مارتن (بالإنجليزية: Jan Martin)‏ هي لاعب هوكي الحقل نيوزيلندية، ولدت في 21 نوفمبر 1959.

## وصلات خارجية
- جان مارتن على موقع أوليمبيديا (الإنجليزية)